# Milford (Indiana)
Milford es un pueblo ubicado en el condado de Kosciusko en el estado estadounidense de Indiana. En el Censo de 2010 tenía una población de 1562 habitantes y una densidad poblacional de 536,08 personas por km².

## Geografía
Milford se encuentra ubicado en las coordenadas 41°24′42″N 85°50′54″O / 41.41167, -85.84833. Según la Oficina del Censo de los Estados Unidos, Milford tiene una superficie total de 2.91 km², de la cual 2.85 km² corresponden a tierra firme y (2.04%) 0.06 km² es agua.

## Demografía
Según el censo de 2010, había 1562 personas residiendo en Milford. La densidad de población era de 536,08 hab./km². De los 1562 habitantes, Milford estaba compuesto por el 88.28% blancos, el 0.7% eran afroamericanos, el 0.26% eran amerindios, el 0.32% eran asiáticos, el 0% eran isleños del Pacífico, el 8.77% eran de otras razas y el 1.66% pertenecían a dos o más razas. Del total de la población el 12.36% eran hispanos o latinos de cualquier raza.